# Key Wane
Dwane Marshall Weir II (Detroit, 12 de julho de 1990), mais conhecido como Key Wane, é um produtor musical e compositor norte-americano.